# Троил (пушка)
Троил, «Траил» — старинное русское именное артиллерийское орудие (медная пищаль), в 430 пудов, отлитое в 1589 (1590) году артиллерийским  мастером Андреем Чоховым.

## История
В конце 1580-х годов русское правительство царя Федора Ивановича и его ближайшего советника Бориса Годунова начало подготовку к войне против Швеции. Одной из главных целей предстоящей войны являлась крепость Нарва (в русских источниках — Ругодив). Взятие сильной крепости требовало наличия большого и мощного парка осадных орудий. В связи с этим было развернуто масштабное создание новых крупных орудий. Работа велась под руководством известного русского мастера Андрея Чохова и его лучшего учения Семена Дубинина.

## Описание
Орудие представляет собой бронзовую пушку массой ствола 430 пудов (7 000 (6 880) килограмм), длина ствола 6 аршин 9 вершков (4350 мм). Вес ядра составлял 60 фунтов. Диаметр ствола составляет 195 мм. Наименование пищали отсылает к древнегреческой мифологии. Традиция использовать в наименованиях орудий имена мифологических персонажей и животных пришла в Россию из Европы. «Троилом» назывался царь Трои, стилизованное изображение которого  в виде человека в короне, с палашом и копьём, на котором закреплено знамя и щитом за спиной). Надпись на казённой части орудия: «Божиею милостию повелением государя царя и великого князя Федора Ивановича всея Русии зделана сия пищаль Троил лета 7098 году, делал Андрей Чохов».. 
Согласно описанию 1699 года: "Да против Петровских ворот в городе на земле под шатром пищаль большая меденая произванием Троил, на волоках. Мерою 6 аршин 9 вершков. На ней вылита подпись: Божиею милостию повелением государя царя и великого князя Феодора Ивановича всеа Росии лита в 7098 году. Лил мастер Андрей Чохов. На ней же вылиты у казны и ушей и у дула травы. Уши простые, а обручи гладкие. На ней же у казны позади в доспехе вылит человек с коруною и с полашом и с копьем".. 

## Боевое применение
Орудие приняло участие в Нарвском походе 1590 года. Уже 5 марта орудие открыло огонь с главной батареи по Русским воротам Нарвы. Головой (командиром) расчёта был Ф.Н. Мисюрев-Дроздов, доставкой и установкой орудия, которую осуществляли посошные люди дворцовых сёл Новгородского уезда и крестьяне Костромского уезда, командовал И.Е. Неелов. Огонь батареи тяжелых осадных орудий сделал большие проломы в стенах крепости, однако штурм 19 февраля был неудачен, а 25 февраля было заключено временное перемирие..  
После его окончания большая часть осадного парка была оставлена в крепостях Северо-Запада, где их застало Смутное время. Наличие "Троила" в арсенале Пскова возможно сыграло свою роль в обороне крепости от армии шведского короля Густава-Адольфа в 1615 году. При этом достоверных сведений, что орудие стреляло в период осады, нет.
После осады орудие оставалось во Пскове, оно было упомянуто в росписном списке Пскова 1631 года как "пищаль большая Троил меденая на волоках". Благодаря этому орудие не приняло участия в осаде Смоленска в 1632-34 гг. и не было захвачено поляками. Так как "Троил" оставался к середине XVII столетия одной из самых мощных осадных пушек, он был включен в состав осадного парка в очередном походе на Смоленск в 1654 году. Интересно, что большинство пушек (34 единицы) в осадном парке были голландского литья, а русских было всего шесть.
"Троил" сыграл большую роль в осаде, располагаясь на главной батарее, которая обстреливала участок стены участок между Шеиновым валом и Антипинской башней, и даже стал героем художественного произведения. В "Песне о взятии Смоленска" о ней говорится:
Рявкнул на Смоленск Троило

Бакштам, стенам не мило!

С ним голанки равно ставят,

Государю Смоленск славят
Запел Троил в чистом поле,

Здають Смоленск поневоле,

Перед царя из муру идут

И знамена под ноги кладут.
В 1655 году пищаль вновь отправилась в поход из Смоленска под Вильно, но столица Великого княжества Литовского была взята до подхода осадной артиллерии и "Троилу" не довелось испытать на прочность стены виленских замков. Осадный парк (22 орудия) успел дойти только до Орши, где его застал приказ о возвращении.

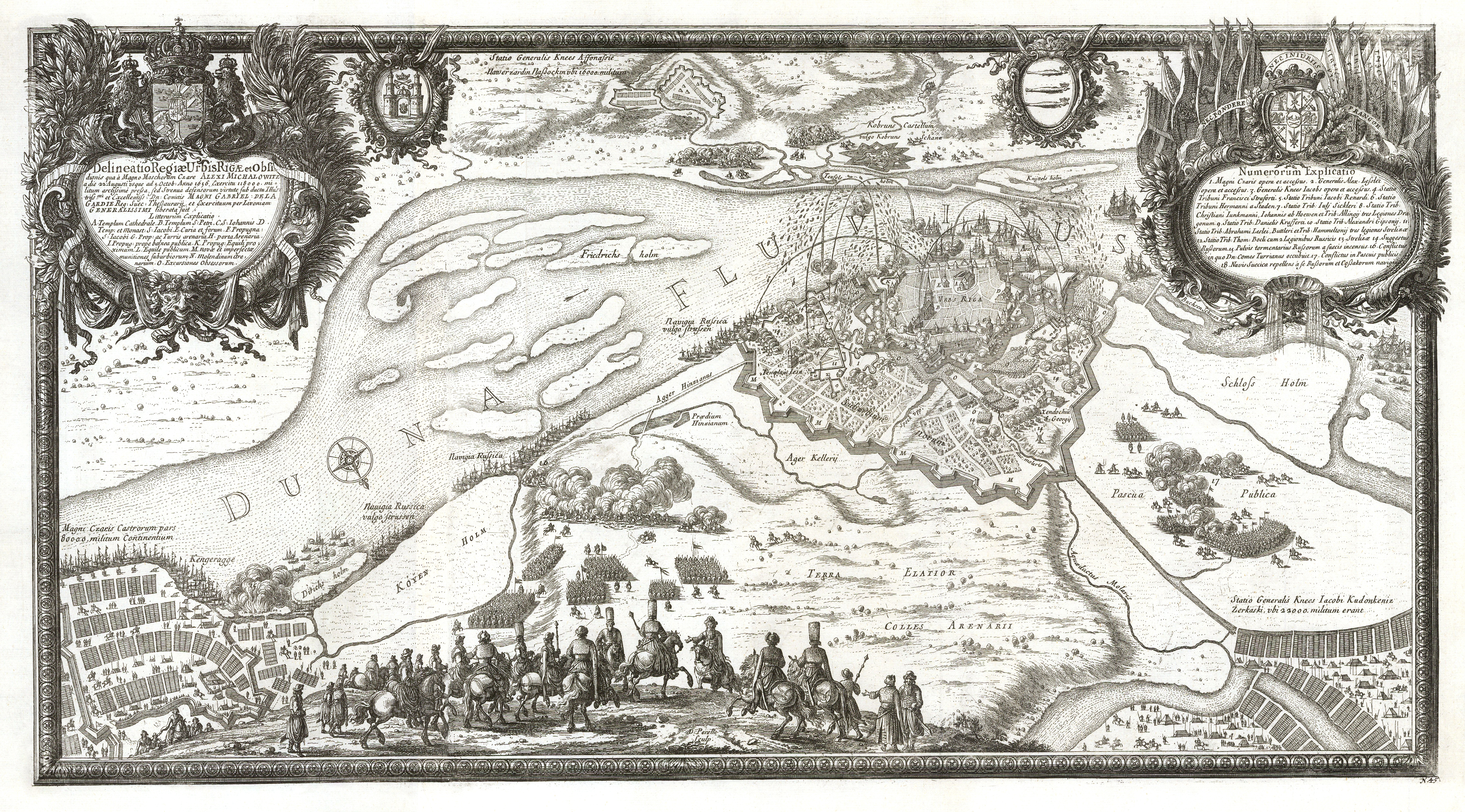
Осада Риги в 1656 году

Зато год спустя пищаль активно громила стены рижской крепости в ходе очередного похода на Ригу в годы во время русско-шведской войны 1656-58 гг.. Причём "Троил" вновь был самым крупным орудием осадного парка и был распределён в воеводский полк боярина Ивана Милославского. "К Ивану Милославскому ... посланы.Голова князь Зиновий Вяземской, а с ним послана пищаль "Троил", ядро весом пуд, а ядер с ним послано х той ево пищали Троилу 200 ядер весом в пуд"..  
Осада была неудачной и русской армии все же пришлось отступить и во время отхода орудие чуть было не потеряли. Корабль на котором везли "Троил" затонул и пушку с большим трудом подняли со дна Западной Двины. 
Больше пищаль не принимала участие в боевых действиях. Вместе с другими осадными орудиями она была отправлена из под Риги на хранение в Псков. В 1678 году она находилась в крепости "против Петровских ворот". Трудно сказать почему, в отличие от своих голландских коллег по осадному наряду, Троил не был взят Петром I в поход под Нарву в 1700 году. По описи 1699 года пищаль была в боеготовом состоянии и снабжена боеприпасами "к ней по кружалу на казенном дворе в анбаре 300 ядер по 60 гривенок ядро". Но именно это в очередной раз спасло пушку от захвата врагом и последующей переплавки.
Осенью 1701 года Петр I приказал собрать самые интересные пушки русского и иностранного литья в Московском Кремле. "Троил" был перевезен в Москву. В 1835 году для пищали был сделан декоративный лафет, на котором орудие расположено и сегодня.

## Современное состояние
Орудие является частью экспозиции Московского Кремля (Инв. № 25627 охр Арт-738/1). Выставлено на декоративном литом лафете XIX столетия у стен Арсенала.